# Otto Roehm
Otto Roehm (n. 2 august 1882, Hamilton, Ontario, Canada – d. 1 mai 1958, Buffalo, New York, SUA) a fost un luptător ce a reprezentat Statele Unite ale Americii, medaliat olimpic. A participat la o ediție a Jocurilor Olimpice (1904) în care a câștigat o medalie de aur.

## Participări
Lista de mai jos prezintă principalele competiții la care a participat Otto Roehm de-a lungul carierei.
- wrestling at the 1904 Summer Olympics – men's freestyle lightweight[*]